# Джон Груден (хокеїст)
Джон Груден (англ. John Gruden, нар. 4 червня 1970, Вірджинія) — американський хокеїст, що грав на позиції захисника. Грав за збірну команду США. Згодом — хокейний тренер.

## Ігрова кар'єра
Хокейну кар'єру розпочав 1989 року в ХЛСШ.
1990 року був обраний на драфті НХЛ під 168-м загальним номером командою «Бостон Брюїнс».
Протягом професійної клубної ігрової кар'єри, що тривала 11 років, захищав кольори команд «Бостон Брюїнс», «Оттава Сенаторс», «Вашингтон Кепіталс» та «Айсберен Берлін» (ДХЛ).
Загалом провів 95 матчів у НХЛ, включаючи 3 гри плей-оф Кубка Стенлі.
Виступав за збірну США.

## Тренерська робота
У середині 2000-х тренував дитячу хокейну команду в штаті Мічиган.
На чемпіонаті світу серед юніорів у 2014 — асистент головного тренера юніорської збірної США.
26 березня 2015 року стає головним тренером «Флінт Фаєрбердс» (ОХЛ), але через місяць був звільнений через конфлікт з президентом клубу.

## Статистика
| Сезон        | Клуб                    | Ліга         | Регулярний сезон | Регулярний сезон | Регулярний сезон | Регулярний сезон | Регулярний сезон | Плей-оф | Плей-оф | Плей-оф | Плей-оф | Плей-оф |
| Сезон        | Клуб                    | Ліга         | І                | Г                | П                | О                | ШХ               | І       | Г       | П       | О       | ШХ      |
| ------------ | ----------------------- | ------------ | ---------------- | ---------------- | ---------------- | ---------------- | ---------------- | ------- | ------- | ------- | ------- | ------- |
| 1989-90      | «Ватерлоо Блек Гокс»    | ХЛСШ         | 47               | 7                | 39               | 46               | 35               | —       | —       | —       | —       | —       |
| 1990–91      | Університет Ферріс      | НКАА         | 39               | 4                | 11               | 15               | 29               | —       | —       | —       | —       | —       |
| 1991–92      | Університет Ферріс      | НКАА         | 37               | 9                | 14               | 23               | 24               | —       | —       | —       | —       | —       |
| 1992–93      | Університет Ферріс      | НКАА         | 41               | 16               | 14               | 30               | 58               | —       | —       | —       | —       | —       |
| 1993–94      | Університет Ферріс      | НКАА         | 38               | 11               | 25               | 36               | 52               | —       | —       | —       | —       | —       |
| 1993–94      | «Бостон Брюїнс»         | НХЛ          | 7                | 0                | 1                | 1                | 2                | —       | —       | —       | —       | —       |
| 1994–95      | «Провіденс Брюїнс»      | АХЛ          | 1                | 0                | 1                | 1                | 0                | —       | —       | —       | —       | —       |
| 1994–95      | «Бостон Брюїнс»         | НХЛ          | 38               | 0                | 6                | 6                | 22               | —       | —       | —       | —       | —       |
| 1995–96      | «Провіденс Брюїнс»      | АХЛ          | 39               | 5                | 19               | 24               | 29               | —       | —       | —       | —       | —       |
| 1995–96      | «Бостон Брюїнс»         | НХЛ          | 14               | 0                | 0                | 0                | 4                | 3       | 0       | 1       | 1       | 0       |
| 1996–97      | «Провіденс Брюїнс»      | АХЛ          | 78               | 18               | 27               | 45               | 52               | —       | —       | —       | —       | —       |
| 1997–98      | «Детройт Вайперс»       | ІХЛ          | 76               | 13               | 42               | 55               | 74               | 23      | 1       | 8       | 9       | 16      |
| 1998–99      | «Оттава Сенаторс»       | НХЛ          | 13               | 0                | 1                | 1                | 8                | —       | —       | —       | —       | —       |
| 1998–99      | «Детройт Вайперс»       | ІХЛ          | 59               | 10               | 28               | 38               | 52               | 10      | 0       | 1       | 1       | 6       |
| 1999–00      | «Оттава Сенаторс»       | НХЛ          | 9                | 0                | 0                | 0                | 4                | —       | —       | —       | —       | —       |
| 1999–00      | «Гранд Репідс Гріффінс» | ІХЛ          | 50               | 5                | 17               | 22               | 24               | 12      | 1       | 4       | 5       | 8       |
| 2000–01      | «Гранд Репідс Гріффінс» | ІХЛ          | 34               | 2                | 6                | 8                | 18               | 10      | 1       | 4       | 5       | 8       |
| 2001–02      | «Гранд Репідс Гріффінс» | АХЛ          | 57               | 3                | 14               | 17               | 48               | 5       | 1       | 0       | 1       | 2       |
| 2002–03      | «Айсберен Берлін»       | ДХЛ          | 38               | 6                | 25               | 31               | 34               | 9       | 2       | 6       | 8       | 4       |
| 2003–04      | «Вашингтон Кепіталс»    | НХЛ          | 11               | 1                | 0                | 1                | 6                | —       | —       | —       | —       | —       |
| Усього в НХЛ | Усього в НХЛ            | Усього в НХЛ | 92               | 1                | 8                | 9                | 46               | 3       | 0       | 1       | 1       | 0       |